# 247Sports.com
247Sports.com est un réseau américain de sites web axés principalement sur le recrutement de football américain et de basketball universitaire.

## Histoire
Le réseau est lancé en 2010 et est cité comme source par d'autres médias sportifs, notamment le Dallas Morning News et le Washington Post. Le site fournit également des rapports spéciaux sur le recrutement aux médias spécialisés dans le sport, y compris Sports Illustrated.
247sports est fondée en 2010 par Shannon B Terry, avec investissement de 6,4 millions de dollars. Il est devenu l'un des premiers sites de recrutement du pays avec, selon comScore (30 millions de visiteurs uniques en octobre 2017), plus de 30 millions d'abonnés sur les sociaux et 3 millions d'abonnés à des newsletters quotidiens, 247Sports atteint les fans via des publications et des sites Web spécifiques à chaque équipe ainsi que par le biais de son partenariat exclusif avec CBSSports.com.
Le 28 novembre 2012, 247Sports annonce un partenariat de contenu avec CBS Sports, dans lequel 247Sports fournit du contenu pour ses plateformes numériques (y compris CBSSports.com), et CBS Sports Digital se charge des ventes publicitaires du site,.
En mai 2013, 247Sports conclut un accord à long terme lui permettant de devenir le partenaire de sélection en ligne officiel du All-American Bowl et du US National Combine, en remplacement de son concurrent Rivals.com.
En décembre 2015, CBS annonce qu'elle a acquis 247Sports.
Le 1er février 2017, CBS Interactive / 247Sports acquiert Scout.com (en).
Le 10 octobre 2017, 247Sports annonce un partenariat avec Pro Football Focus, dans le cadre duquel il couvrira le site Web du football universitaire de division I FBS, y compris un microsite PFF College et l'intégration de ses notes et de son classement dans 247Sports.com.

## Réseaux de sites d'équipe
Les conférences universitaires individuelles couvertes comprennent :
- ACC
- Big East
- Big Ten
- Big 12
- CAA
- Conference USA
- Pac-12
- SEC
- Southern
- Sun Belt
- Les indépendants